# Ghanská kuchyně

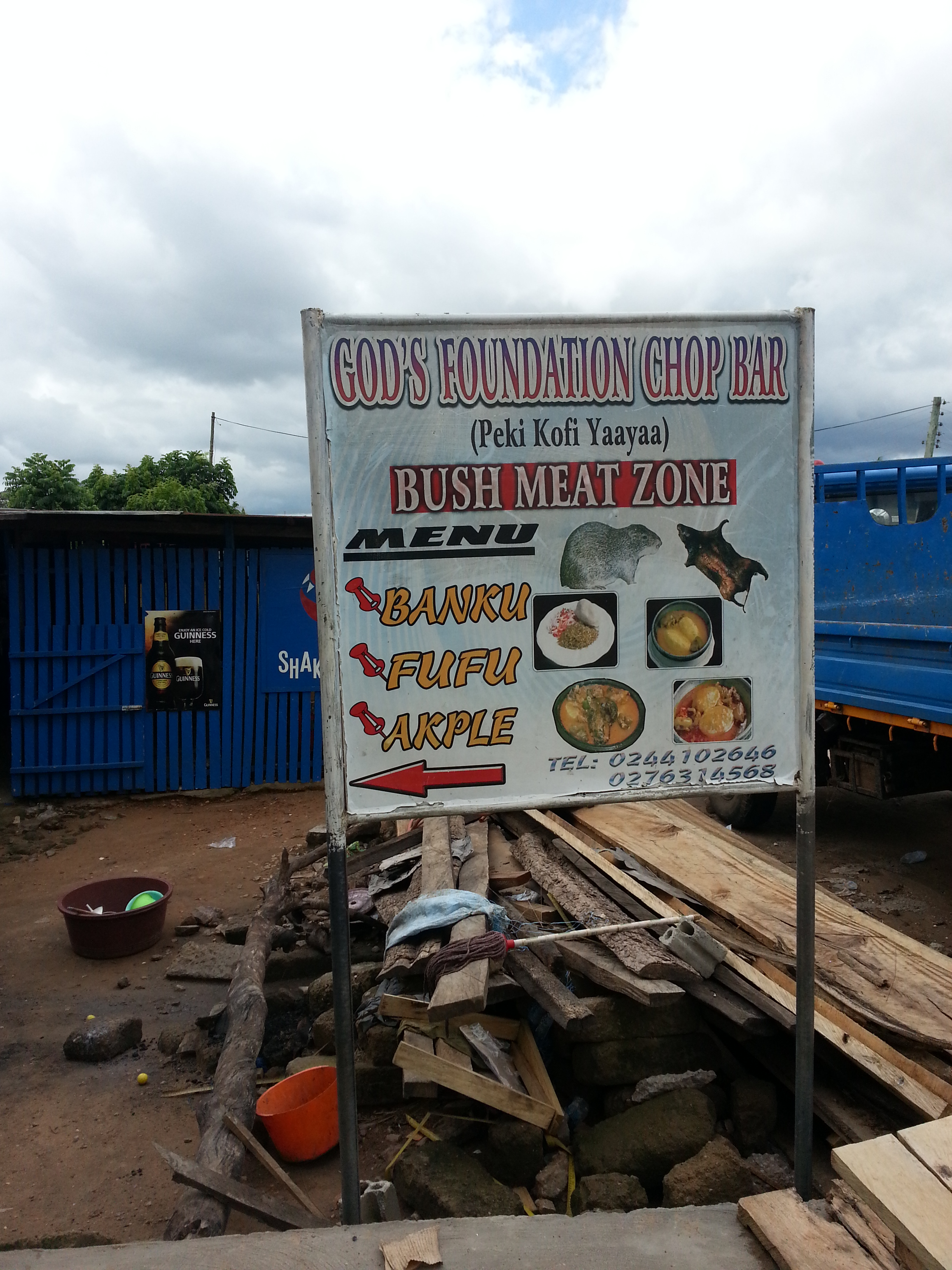
Tabule ukazující nabídku jídel v ghanském chop baru

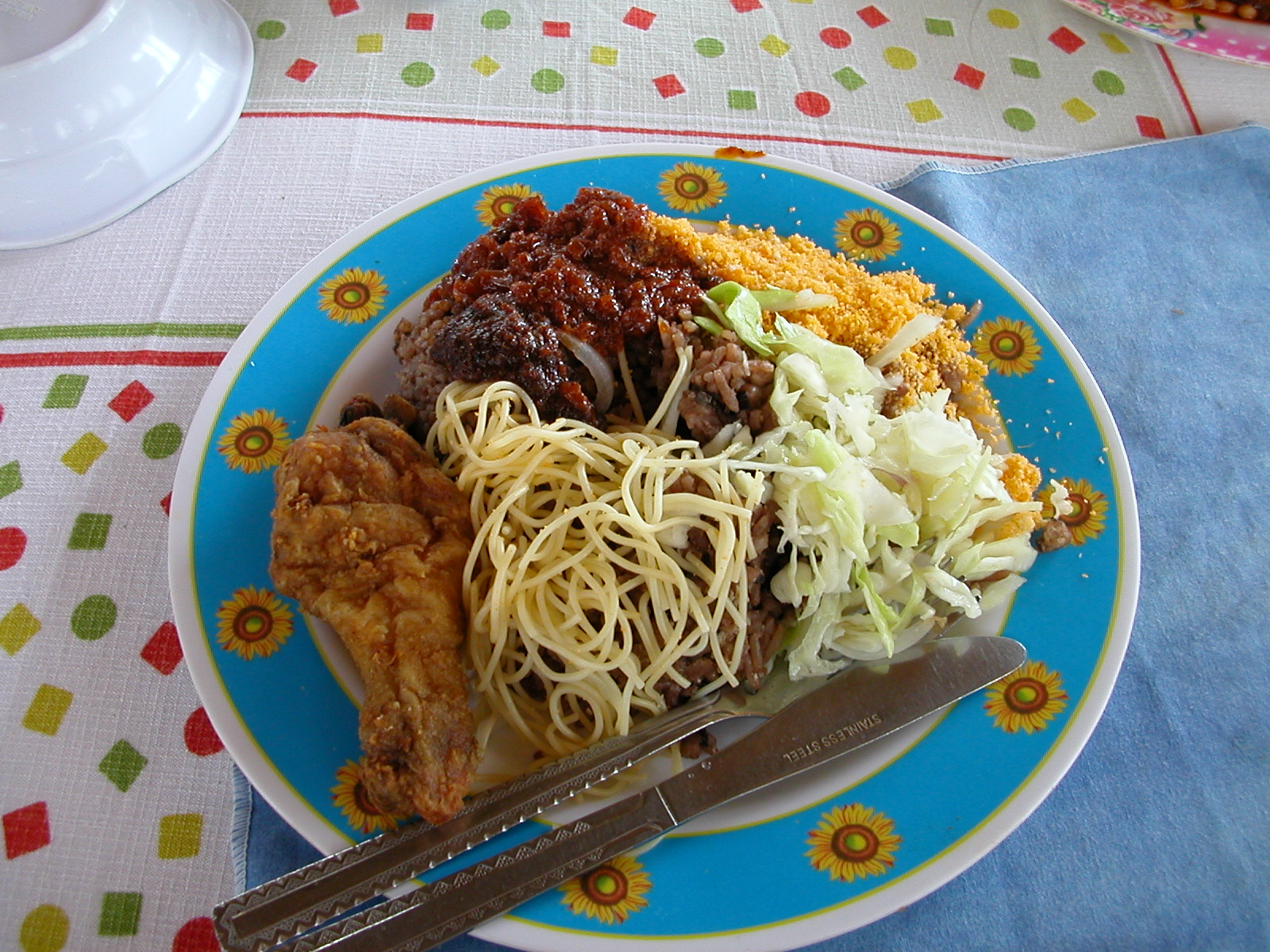
Waakye

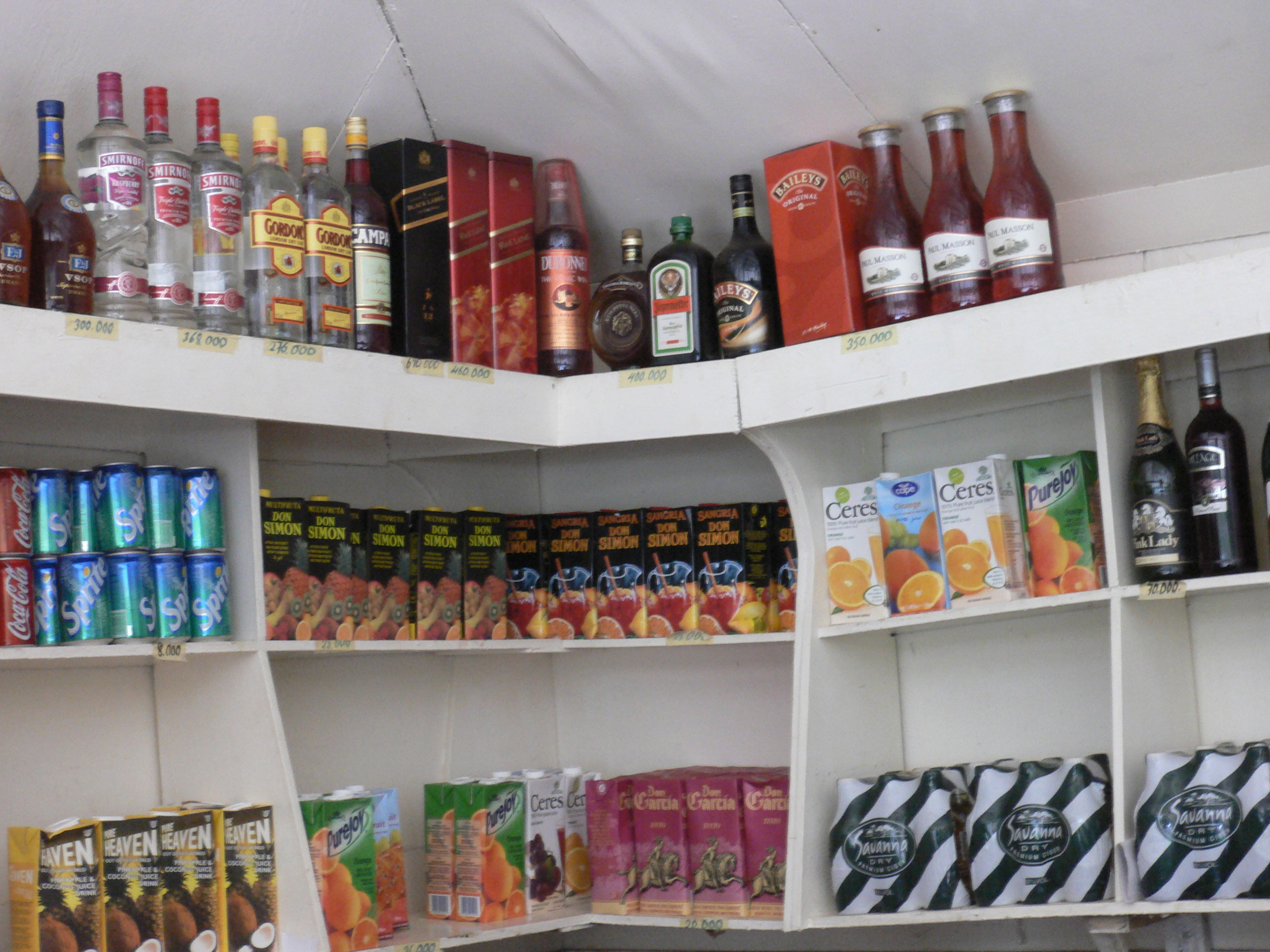
Ghanské nápoje

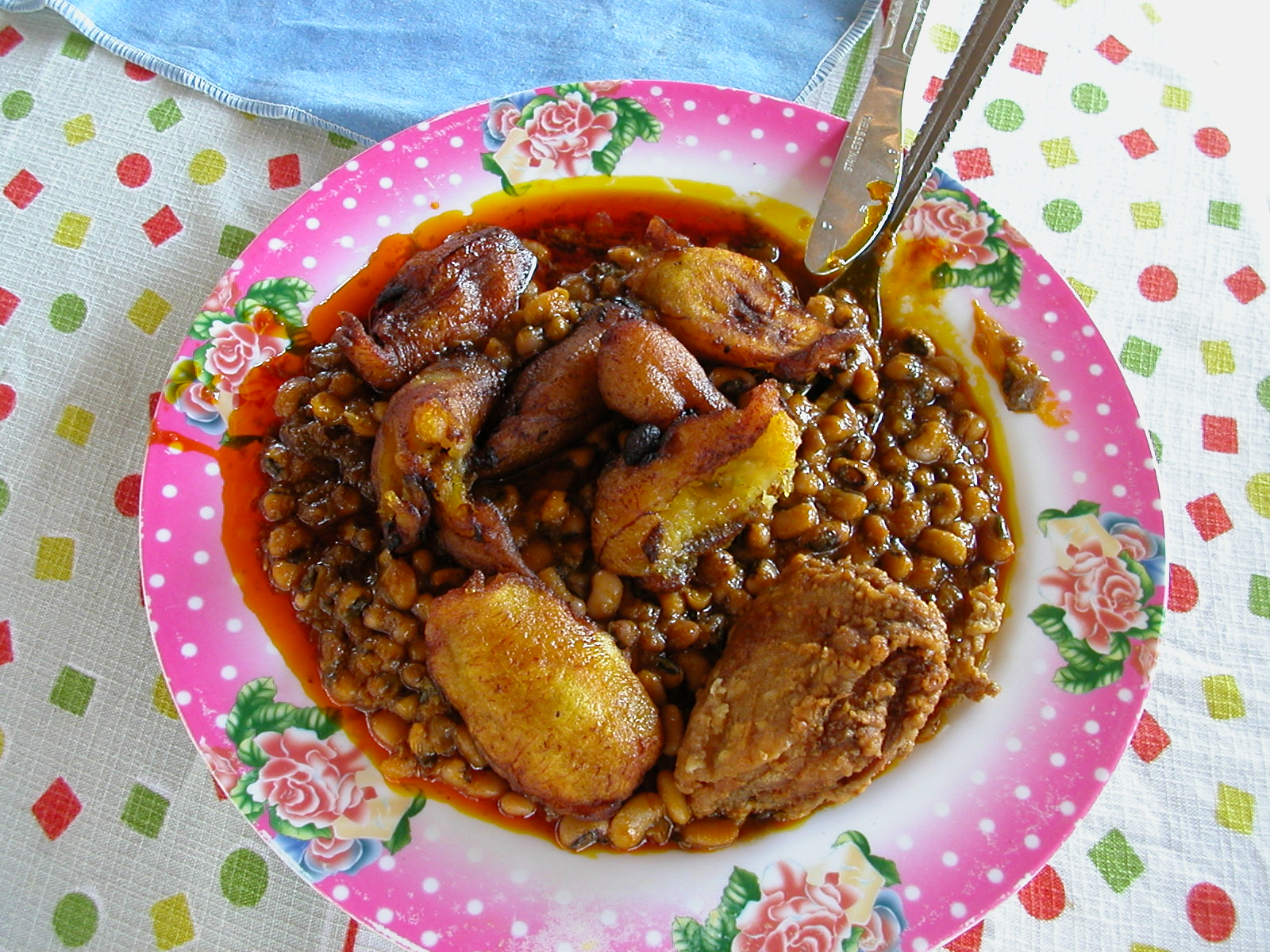
Fazole, plantainy a kuřecí maso

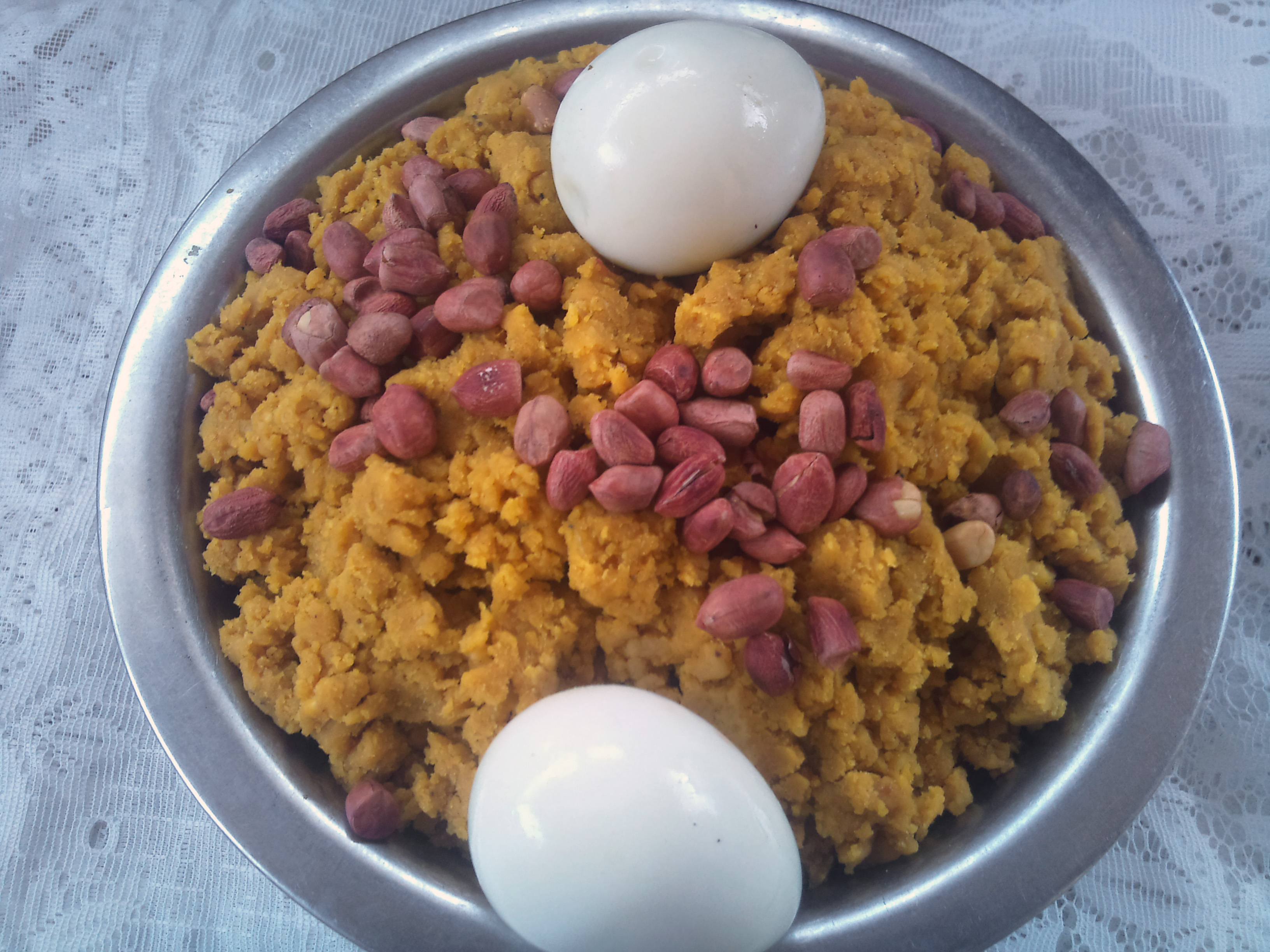
Etor s arašídy a vejci

Typické jídlo z ghanské kuchyně se skládá ze škrobové přílohy a omáčky nebo polévky. Jednou z nejpopulárnějších ingrediencí v Ghaně jsou rajčata.
V Ghaně jsou velmi rozšířené malé restaurace zvané chop bars, v nichž se podává právě tradiční ghanská kuchyně.

## Příklady ghanských pokrmů
Příklady ghanských pokrmů:

### Přílohy
- Kenkey, příloha z fermentované kukuřice
- Akple a banku, přílohy z kukuřice, manioku, soli a vody
- Fufu, nevýrazná příloha rozšířená po celé Africe
- Attiéké, příloha z fermentovaného manioku

### Další pokrmy
- Různé polévky, omáčky a dušené pokrmy
- Různé špízy
- Jollof rice, smažený rýžový pokrm podobný španělské paelle, rozšířený po celé západní Africe
- Kelewele, smažené plantainy
- Red red, pikantní směs rýže a fazolí vařená v palmovém oleji
- Tubaani, fazolový pudink
- Waakye, pokrm z rýže, fazolí, kravských koží, rajčat, cibule a dalších ingrediencí
- Kuli-kuli, arašídová sladkost
- Etor, pokrm z plantainů smíchaných s palmovým olejem a arašídy

## Příklady ghanských nápojů
- Kokosový džus[1]
- Palmové víno
- Pito, jáhlové pivo[1]
- Kokosová voda
- Sojové mléko

## Galerie

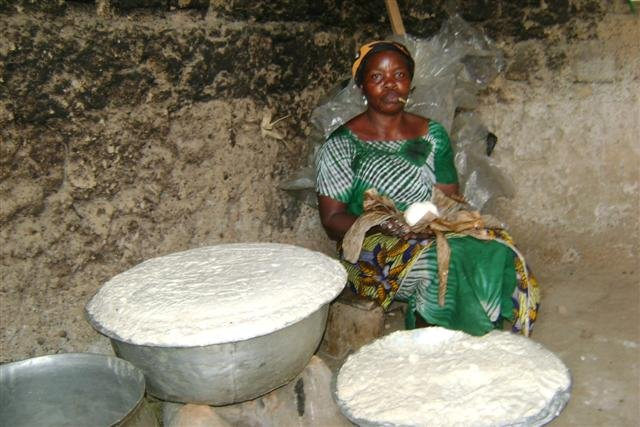
Příprava kenkey
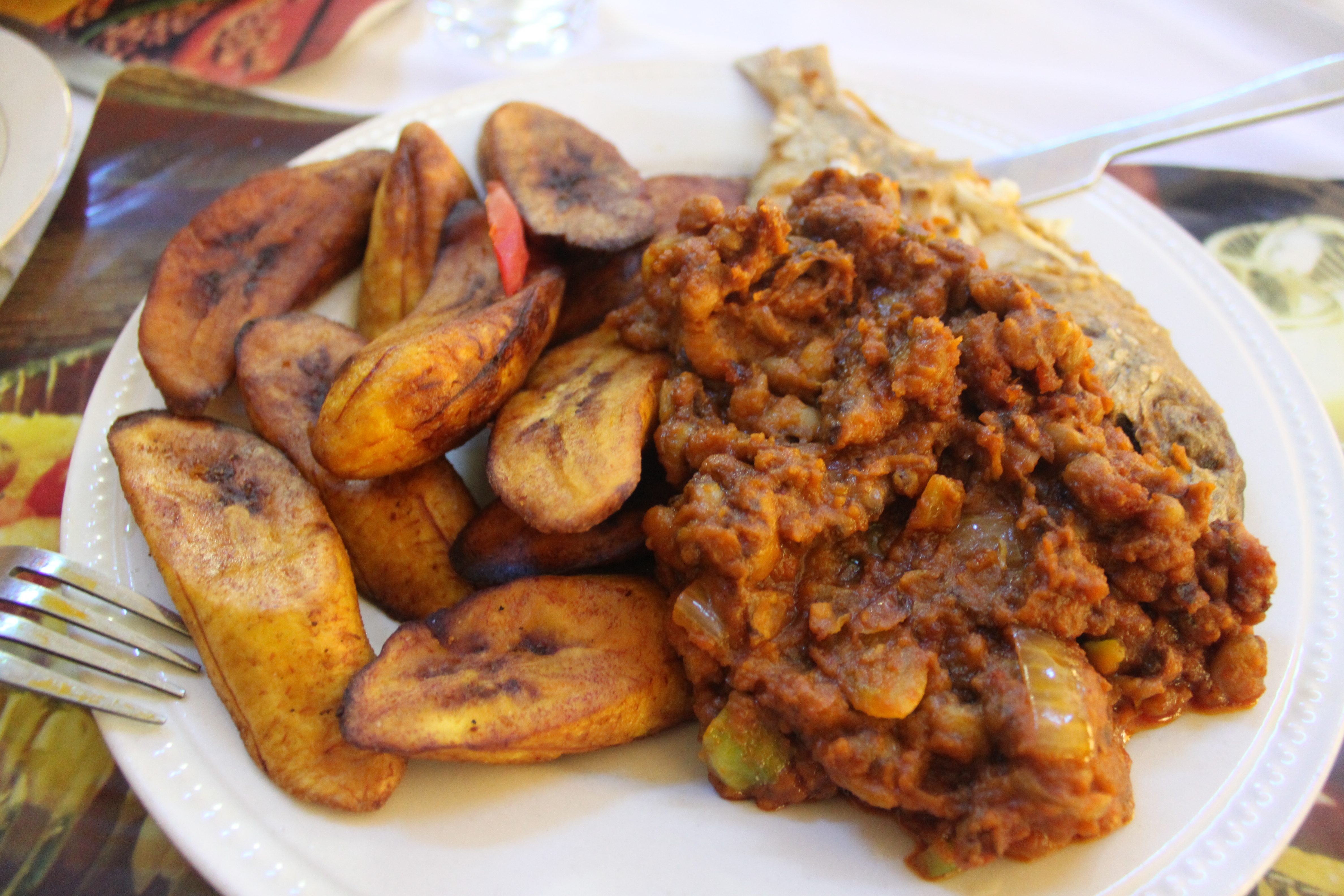
Red red a smažené plantainy
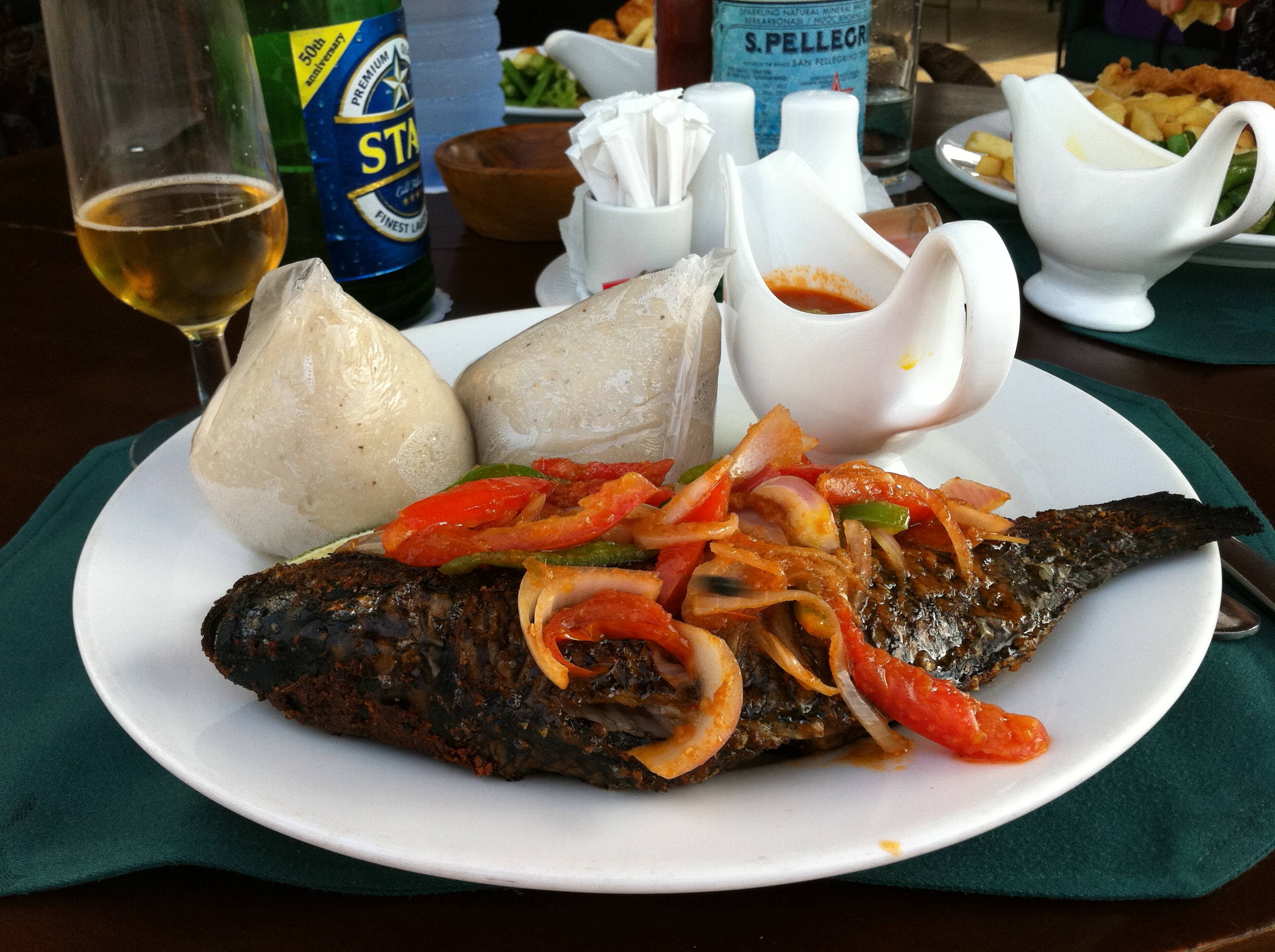
Banku a grilovaná tilapie
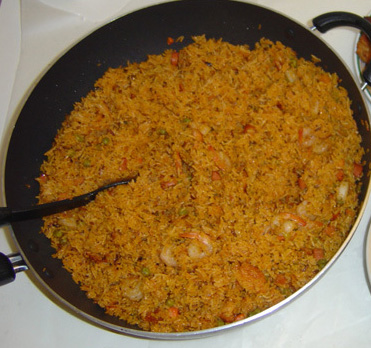
Jollof rice
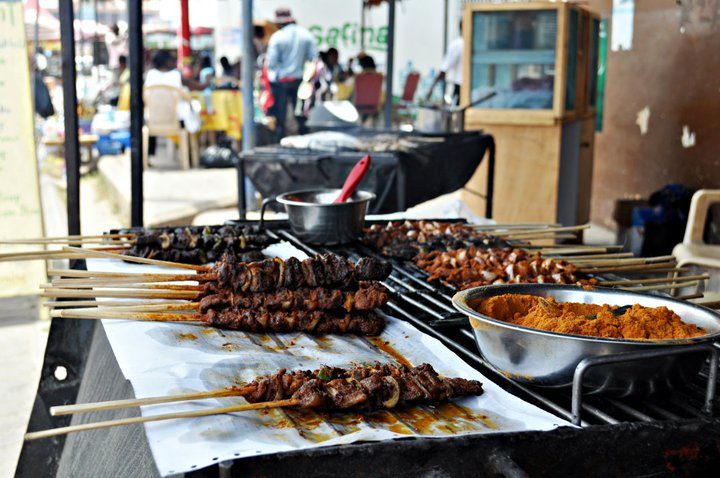
Špízy